# بيهسية
البيهسية هي إحدى فرق الخوارج البائدة، وقد سميت بذلك نسبة إلى مؤسسها أبي بيهس، وهم يكفرون مرتكبي الكبائر شأنهم في ذلك شأن سائر الخوارج، إلا أن أغلبهم كذلك يكفر من عمل عملا دون أن يعرف حكمه إن كان حراما أم حلالا.

## مؤسسها
هو أبو بيهس هيصم بن جابر من بني سعد بن ضبيعة، وقد كان واحدا من الخوارج المحكمة ثم انشق عنهم بعد خلاف حصل بينهم.

## سبب نشأتها
كتب نافع بن الأزرق كتابا إلى الخوارج يحثهم فيه على الخروج للقتال، ويحذرهم من القعود والتقاعس عن الجهاد، واستدل على حرمة الإقامة بين مخالفيهم بأن الله لم يأذن لأحد بالتخلف فقال:(انفروا خفافا وثقالا)، فلما بلغ ذلك أبا بيهس أنكر هذا الكلام، وسارع إلى إعلان رأيه فقال: “أنا أقول إن أعداءنا كأعداء رسول الله صلى الله عليه وسلم، تحل لنا الإقامة فيهم، كما فعل المسلمون في إقامتهم بمكة، وأحكام المشركين تجري فيها، وأزعم أن مناكحهم ومواريثهم تجوز لأنهم منافقون يظهرون الإسلام، وأن حكمهم عند الله حكم المشركين” وانفصل عنهم مع جماعة من أصحابه.

## عقائد البيهسية
1. الإسلام هو معرفة الله ومعرفة رسله ومعرفة ما جاء به النبي صلى الله عليه وسلم جملة والولاية لأولياء الله والبراءة من أعدائه.
2. على المسلم معرفة المحرمات التي جاء فيها الوعيد، بعينها وتفسيرها، أما غيرها من المحرمات فعليه معرفتها عموما ما لم يحتج إليها.

## عقائد اختلفوا فيها

### الإيمان
- قال بعضهم: الإيمان هو الإقرار والعلم ومحله القلب ولا يتعلق بالقول والعمل، وهذا قول أبي بيهس.
- وقال آخرون: الإيمان هو العلم والإقرار والعمل

### المحرمات
- قال بعضهم: كل من فعل شيئا وهو يجهل حكمه فقد ارتكب حراما. وهؤلاء أصحاب السؤال.
- وقال آخرون: من فعل أمرا محرما فلا نحكم عليه حتى يرفع أمره إلى الإمام فيقيم عليه الحد، وما ليس فيه حد فهو مغفور.
- قال بعضهم: كل ما حرمه الله مذكور في قوله: (قل لا أجد فيما أوحي إلي محرما على طاعم يطعمه) وما سوى ذلك حلال.

### السكر
- قال بعضهم: إذا سكر الإنسان من شراب حلال فلا يؤاخذ بما يقول
- وقالت العونية: لا يكفر السكران إلا إذا جمع مع السكر كبيرة أخرى كترك الصلاة أو قذف المحصن.

## الفرق المتفرعة عنها

### العونية (العوفية)
وهم يعتقدون بأن الإمام إذا كفر فقد كفرت الرعية كلها، وتنقسم هذه الفرقة إلى قسمين:
- القسم الأول يقول: من رجع من دار الهجرة إلى دار القعود برئنا منه.
- القسم الثاني يقول: من رجع إلى دار القعود فهو منا لأنهم رجعوا إلى أمر كان حلالا لهم.

### أصحاب التفسير
ينسبون إلى رجل يقال له الحكم بن مروان وهم يعتقدون بأن من شهد على أحد من المسلمين بمعصية فعليه أن يفسرها، فإذا شهد أربعة أشخاص على رجل بأنه زنا فلا تقبل شهادتهم حتى يشرحوا كيف حصل ذلك !

### أصحاب السؤال
ينسبون إلى شبيب النجراني وهم يعتقدون بأنه لا يجوز للمسلم أن يقدم على عمل حتى يسأل عن حكمه ويعلم أنه حلال، فإذا فعل أمرا وهو يجهل حكمه فقد وقع في المعصية وأصبح كافرا.

وهم يرون بأن أطفال المؤمنين مؤمنون ما داموا لا ينكرون الحق، وأطفال الكافرين كافرون ما لم يدخلوا الإسلام.

كما أنهم يعتقدون بعقيدة القدرية وهي أن الله فوض أعمال العباد إليهم.

## النهاية والقضاء على زعيمها
لما ظهر أمر البيهسية، حاول الحجاج بن يوسف الثقفي القبض على أبي بيهس، فهرب إلى المدينة، وهناك قبض عليه والي المدينة عثمان بن حيان المري ، ولم يمسه بسوء حتى جاء حكم أمير المؤمنين الوليد بن عبد الملك فنفذه وهو قطع يديه ورجليه ثم قتله وكان ذلك في سنة 94هـ الموافق 713م.